# كيم هاو
كيم هاو (بالإنجليزية: Kim Howe)‏ هي ممثلة أمريكية، ولدت في 4 يوليو 1945، وتوفيت في 7 فبراير 2015.

## وصلات خارجية
- كيم هاو على موقع IMDb (الإنجليزية)